# Codice ATC P
Il codice ATC P dei prodotti anti-parassicidi, insetticidi e repellenti è una sezione del sistema di classificazione Anatomico Terapeutico e Chimico, un sistema di codici alfanumerici sviluppato dall'OMS per la classificazione dei farmaci e altri prodotti medici.
Numeri nazionali della classificazione ATC possono includere codici aggiuntivi non presenti in questa lista, che segue la versione OMS.
P Antiparassitari, insetticidi e repellenti

Uso solo umano

P01 - Antiprotozoari

P02 - Antielmintici

P03 - Ectoparassiticidi, compresi anti-scabbia, insetticidi e repellenti

ATCvet solo

QP51 - Antiprotozoari

QP52 - Antielmintici

QP53 - Ectoparassiticidi, tra cui gli insetticidi e repellenti

QP54 - Endectocidi